# フトイ
フトイ（太藺、Schoenoplectus tabernaemontani (C.C.Gmel.) Palla）は、カヤツリグサ科フトイ属の水生多年草である。
「フトイ」という名前は「太い」ではなく「太藺」、つまり「太い藺草」の意味である。実際にはイグサ科ではなく、その姿も、さほどイグサに似ている訳ではない。
古名は「ツクモ」（九十九）。万葉集には、柿本人麻呂により「上毛野　伊奈良の沼の　大藺草　外に見しよは　今こそまされ」と歌われている。
花言葉を「肥大」「豊満」「無分別」「品位」とする文献がある。

## 分布
日本をはじめ、台湾や朝鮮半島、中国、ユーラシア大陸、北米の湿地や浅い池、田などに生育する。

## 特徴
高さ2m近くになる個体もある大型種。

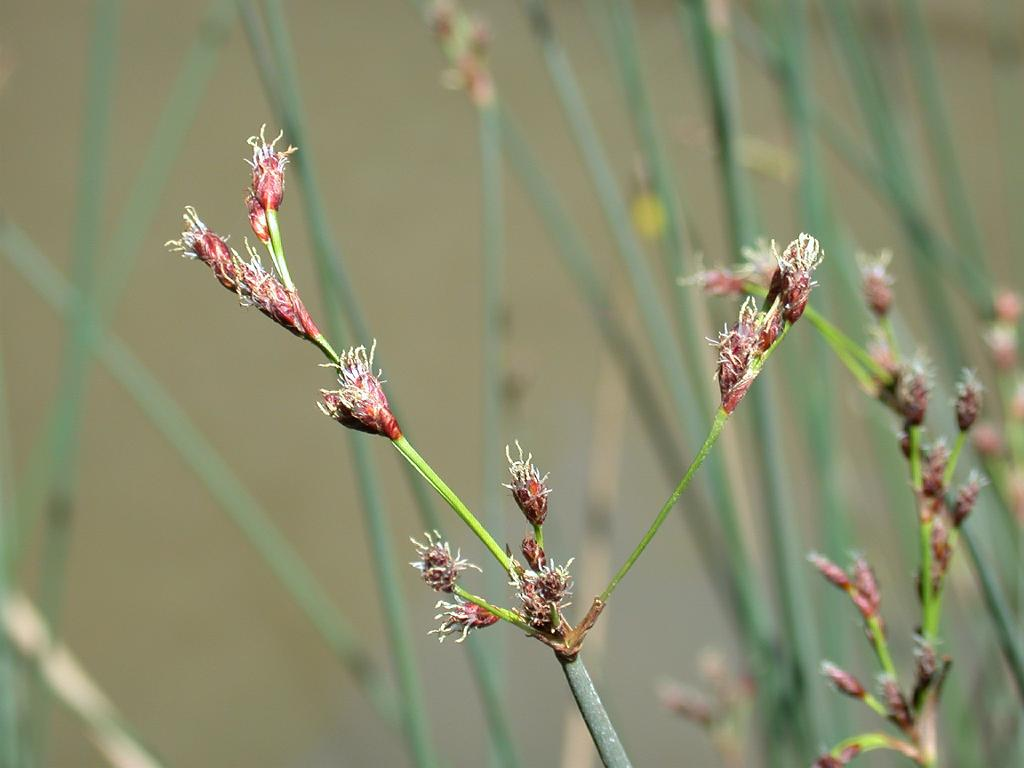
フトイの花序

地下茎は太く横に這い、全体としてはまばらに花茎を立てて大きな群落を作る。地下茎の節から花茎を直立させる。
花茎の基部には鞘があって、その先端は少しだけ葉の形になる。しかし花茎の長さに比べるとあまりに小さく、目立たない。花茎の断面はややいびつな円形。
花茎の先端には花序がつく。いくつか枝が出てその先端には小穂がつき、小穂の基部からさらに枝が出るようにして多数の小穂が房状につく。花序の基部には苞が一つあるが、花序より短くて目立たない。そのためイグサのようには見えず、花序が花茎の先端に上を向いてついているように見える。

## 利用
日本では、生け花や庭園の池などで観賞用に利用される。フトイの変種であるシマフトイは花茎に白い横縞模様があり、鑑賞価値が高いものとして栽培されている。
フトイは昔から夏の水物花材として多く使われてきた。シマフトイも同様に水物花材として使われる。
その他、一部の地域では簾や畳に使われるという。
沖縄県大宜味村、静岡県浜松市の馬込川流域など各地で栽培されているという。